# Stefania
Stefania – żeński odpowiednik imienia Stefan.
Stefania imieniny obchodzi 14 maja i 18 września.

## Osoby o imieniu Stefania
- Stefania Adamaszkówna
- Stefania Belmondo
- Stefanie Böhler
- Stéphanie Frappart
- Stefania Grimaldi
- Stefania Grodzieńska
- Stefani Joanne Angelina Germanotta – znana jako Lady Gaga
- Stefanie Heinzmann
- Stefanie Köhle
- Stefania Kuropatwińska
- Stefania Liberakakis
- Stefania Łącka
- Štěpánka Mertová (1930–2004) – czechosłowacka lekkoatletka, dyskobolka, medalistka mistrzostw Europy w 1958
- Stefanie Schuster
- Stefanie Scott
- Stefania Sempołowska
- Stefania Toczyska
- Stefania Wojtulanis-Karpińska
- Stefania Woytowicz
- Steffi Graf
- Stefka Kostadinowa
- Stephanie Brunner
- Stephanie Venier
- Stephanie Waring